# Миржіївка
Миржі́ївка — село в Україні, у Новоушицькій селищній територіальній громаді Кам'янець-Подільського району Хмельницької області. До адміністративної реформи 19 липня 2020 року село належало до Новоушицького району. Населення становить 76 осіб.

## Символіка

### Герб
Щит поділений вилоподібним хрестом. Верхня частина золотистого кольору символізує сільськогосподарські угіддя. У лівій частині на зеленому фоні розміщено два дубові листочки й два жолуді. У правій частині на лазуровому фоні – білий гриб. Дубові листочки з жолудями та білий гриб символ лісів, що оточують село.

### Прапор
Прямокутне полотнище складається з двох частин. Верхня половина прапора зеленого кольору, нижня – блакитного. У лівій частині розміщено два жолуді з листочками, що символізують ліси, які оточують село. Зелений колір – колір лісів, блакитний – неба та вдосконалення духу.